# Serge Baudo
Serge Baudo (Marsella, 16 de julio de 1927) es un director de orquesta francés, hijo del oboísta Étienne Baudo y sobrino del violonchelista Paul Tortelier.

## Biografía
Después de estudiar en el Conservatorio de París donde obtuvo el primer premio en armonía y dirección de orquesta, Serge Baudo comenzó su carrera como percusionista con la Orquesta Lamoureux. Baudo fue director de la Orquesta de la Radio de Niza de 1959 a 1962. Luego fue director permanente en la Opera de París de 1962 a 1965. También trabajó en la música de dos películas-documentales de Jacques-Yves Cousteau: en 1964 compuso y dirigió la música de Le Monde sans soleil y en 1976 dirigió la interpretación de algunas piezas de Maurice Ravel piezas musicales para Voyage au bout du monde, un documental de Cousteau sobre una expedición de cuatro meses en la Antártida. Realizó los estrenos mundiales de las óperas La mère coupable de Darius Milhaud en junio de 1966 en Ginebra, así como Andrea del Sarto de Jean-Yves Daniel-Lesur en enero de 1969 en Marsella. En julio de 1970, llevó a cabo la dirección de la premier de la obra de  Henri Dutilleux, Tout un monde lointain... con Mstislav Rostropovich y la Orquesta de París en el Festival de Aix-en-Provence. Realizó también distintas grabaciones de las sinfonías completas de Arthur Honegger con la Filarmónica Checa.
A finales de 1970, Baudo se convirtió en director musical de la Orquesta Filarmónica de Rhône-Alpes —desde 1971 llamada Orquesta Nacional de Lyon— puesto en el que permaneció hasta 1987. Durante su tiempo en Lyon fundó el Festival Berlioz en 1979. Finalmente fue director principal de la Orquesta della Svizzera Italiana (1997 a 2000) y de la Orquesta Sinfónica de Praga (2001 a 2006).
En su honor, el 6 de marzo de 2004 el asteroide (36235) recibió el nombre de Sergebaudo.